# Гарфилд (Њу Џерзи)
Гарфилд (енгл. Garfield) град је у америчкој савезној држави Њу Џерзи. По попису становништва из 2010. у њему је живело 30.487 становника.

## Демографија
Према попису становништва из 2010. у граду је живело 30.487 становника, што је 701 (2,4%) становника више него 2000. године.
| Група             | 2000.          | 2010.          |
| Белци             | 21.560 (72,4%) | 17.972 (58,9%) |
| Афроамериканци    | 887 (3,0%)     | 1.981 (6,5%)   |
| Азијати           | 800 (2,7%)     | 678 (2,2%)     |
| Хиспаноамериканци | 5.989 (20,1%)  | 9.830 (32,2%)  |
| Укупно            | 29.786         | 30.487         |